# Kanton Vermenton
Der Kanton Vermenton war bis 2015 ein französischer Wahlkreis im Arrondissement Auxerre, im Département Yonne und in der Region Burgund; sein Hauptort war Vermenton. Vertreter im Generalrat des Départements war zuletzt von 1992 bis 2015 Jean-Marie Rolland (zunächst DVD, dann UMP). 

## Gemeinden
Der Kanton bestand aus 13 Gemeinden:
| Gemeinde        | Einwohner Jahr | Fläche km² | Bevölkerungsdichte | Code INSEE | Postleitzahl |
| --------------- | -------------- | ---------- | ------------------ | ---------- | ------------ |
| Accolay         | 409 (2013)     | 9,27       | 44 Einw./km²       | 89001      | 89460        |
| Arcy-sur-Cure   | 489 (2013)     | 26,33      | 19 Einw./km²       | 89015      | 89270        |
| Bazarnes        | 414 (2013)     | 19,39      | 21 Einw./km²       | 89030      | 89460        |
| Bessy-sur-Cure  | 185 (2013)     | 10,53      | 18 Einw./km²       | 89040      | 89270        |
| Bois-d’Arcy     | 25 (2013)      | 3,48       | 7 Einw./km²        | 89049      | 89660        |
| Cravant         | 850 (2013)     | 22,54      | 38 Einw./km²       | 89130      | 89460        |
| Lucy-sur-Cure   | 224 (2013)     | 10,58      | 21 Einw./km²       | 89233      | 89270        |
| Mailly-la-Ville | 519 (2013)     | 23,79      | 22 Einw./km²       | 89237      | 89270        |
| Prégilbert      | 200 (2013)     | 6,8        | 29 Einw./km²       | 89314      | 89460        |
| Sacy            | 189 (2013)     | 27,7       | 7 Einw./km²        | 89330      | 89270        |
| Sainte-Pallaye  | 125 (2013)     | 4,07       | 31 Einw./km²       | 89363      | 89460        |
| Sery            | 106 (2013)     | 4,26       | 25 Einw./km²       | 89394      | 89270        |
| Vermenton       | 1.172 (2013)   | 25,64      | 46 Einw./km²       | 89441      | 89270        |